# Aurelio Garobbio
Aurelio Garobbio (Mendrisio, 11 novembre 1905 – Milano, 31 marzo 1992) è stato un giornalista svizzero naturalizzato italiano, e irredentista del Canton Ticino.

## Biografia
Nato a Mendrisio in Canton Ticino, nel 1922 lavorò come impiegato in una segheria a Wolhusen (Canton Lucerna), l'anno dopo cominciò la carriera di giornalista per la rivista irredentista del Canton Ticino fondata dalla locarnese Teresina Bontempi L'Adula. Dopo aver collaborato con l'Adula per due anni si trasferì a Milano dove collaborò con il Popolo d'Italia di Mussolini e anche su quotidiani provinciali come la Cronaca prealpina di Varese e su La Provincia di Como.
Dalle posizioni irredentistiche si avvicinò sempre più al fascismo e nel 1933 divenne funzionario dell'ufficio stampa del capo del governo, nel 1934 si iscrisse al Partito Nazionale Fascista.
Le sue posizioni più estremistiche lo portarono in contrasto con la redazione dell'Adula e fondò quindi il Comitato d'azione irredentista per la Rezia, il Ticino e il Vallese e nel 1937 il gruppo Catena Mediana delle Alpi presso il Ministero della cultura popolare con l'obiettivo di fissare sullo spartiacque alpino il confine tra Italia e Germania dopo un'eventuale occupazione e spartizione della Svizzera.
Nel 1938 venne incarcerato a Bellinzona e accusato di alto tradimento e fu rilasciato senza essere processato solo grazie al ministro degli affari esteri e genero di Mussolini Galeazzo Ciano. Dopo esser stato rilasciato non tornò più in Svizzera e si ritirò a Milano. Nel 1943 aderì alla Repubblica Sociale Italiana e incontrò più volte lo stesso Mussolini.
Superata indenne l'avventura della Repubblica Sociale Italiana, nel 1946 sostenne l'italianità dell'Alto Adige e fu contrario sia all'annessione all'Austria o a anche solo a qualunque concessione alla maggioranza germanofona. Concluse la sua carriera presso l'Istituto per gli studi di politica internazionale e al servizio informazioni della presidenza del Consiglio dei ministri durante il settimo governo di Alcide De Gasperi nel 1952.
Nella sua carriera giornalistica fu anche redattore dell'Almanacco della Svizzera italiana e nel 1931 fondò la rivista culturale Raetia e nel dopoguerra divenne anche uno dei maggiori studiosi del folklore dell'arco alpino.

## Opere
- Associazione Giovani Ticinesi (a cura di) La questione ticinese, con cenno alla situazione del Canton Grigioni, Fiume, 1923.
- Garobbio, Aurelio. Leggende delle Alpi Lepontine, Cappelli, Bologna, 1959.
- Garobbio, Aurelio. "Ricordi di Mendrisio, il mio vecchio borgo", Archivio per l'Alto Adige. Rivista di studi alpini, 1983, n. 77, p. 131-163.
- Garobbio, Aurelio. Gabriele D'Annunzio e i «Giovani Ticinesi»: le vicende de «L'Adula», Editore Centro Studi Atesini. Trento, 1988.
- Garobbio, Aurelio. (a cura di Marino Viganò) A colloquio con il Duce, Mursia, Milano, 1998 [2].